# Curimata inornata
Curimata inornata é uma espécie de peixe detritívoro, da família curimatidae e da ordem dos caraciformes. Os machos podem alcançar 13,6 cm de comprimento. Vive em zonas de clima tropical, na América do Sul, mais especificamente, no rio Tocantins e na bacia do rio Amazonas, no Brasil.